# Аниканово (Московская область)
Аниканово — деревня в Можайском районе Московской области в составе сельского поселения Дровнинское. Численность постоянного населения по Всероссийской переписи 2010 года — 16 человек. До 2006 года Аниканово входило в состав Дровнинского сельского округа.
Деревня расположена на западе района, примерно в 9 км к северо-западу от Уваровки, на левом берегу реки Лусянка, высота центра над уровнем моря 239 м. Ближайшие населённые пункты — Сытино на юго-западе и Шваново — на востоке.